# Marian Wright Edelman
Marian Wright Edelman (Bennettsville, 6 giugno 1939) è un'attivista statunitense per i diritti dell'infanzia.

## Primi anni
Marian Wright è nata nel 1939 a Bennettsville, nella Carolina del Sud. Suo padre, un ministro battista, morì di infarto quando la giovane Marian aveva 14 anni, lasciandola con le sue ultime parole: "Non lasciare che nulla ostacoli la tua istruzione".
Ha frequentato lo Spelman College di Atlanta e in seguito, grazie ad una borsa di studio, ha studiato civiltà francese all'università della Sorbona e all'Università di Ginevra.
Nel 1959 tornò allo Spelman, dove fu coinvolta nel movimento per i diritti civili. Nel 1960 fu arrestata insieme ad altri 14 studenti in uno dei più grandi sit-in del Municipio di Atlanta. Ha continuato a studiare legge e si è iscritta alla Yale Law School, conseguendo un Juris Doctor nel 1963. È membro della sorority Delta Sigma Theta.
Ha ricevuto un dottorato onorario all'università La Salle nel maggio 2018.

## Attivismo
Edelman è stata la prima donna afroamericana ammessa all'albo degli avvocati del Mississippi nel 1965. Ha iniziato a praticare la legge nell'ufficio del NAACP Legal Defense and Educational Fund, lavorando su questioni di giustizia razziale legate al movimento per i diritti civili e in rappresentanza di attivisti durante l'estate di libertà del Mississippi del 1964. Ha anche contribuito a fondare il programma Head Start.
Edelman si è trasferita nel 1968 a Washington, dove ha continuato il suo lavoro e ha contribuito all'organizzazione della Campagna dei poveri di Martin Luther King Jr. e della Southern Christian Leadership Conference. Ha fondato il Washington Research Project, uno studio legale di interesse pubblico, e si è anche interessata alle questioni relative allo sviluppo dell'infanzia e dei bambini.
Nel 1973 ha fondato il Children's Defense Fund. L'organizzazione è stata un centro di difesa e ricerca per le problematiche dei minori, documentando i problemi e le possibili soluzioni per i bambini bisognosi. Inoltre è stata coinvolta in diversi casi di desegregazione scolastica e ha fatto parte del consiglio del Child Development Group del Mississippi.
In qualità di leader e principale portavoce del CDF, Edelman ha lavorato per convincere il Congresso degli Stati Uniti a revisionare l'affido, sostenere l'adozione, migliorare l'assistenza all'infanzia e proteggere i bambini disabili, senza fissa dimora, maltrattati o trascurati.
Continua a sostenere la prevenzione della gravidanza dei giovani, il finanziamento dell'assistenza all'infanzia, l'assistenza prenatale, una maggiore responsabilità genitoriale nell'insegnamento dei valori e nella riduzione di ciò che vede come esposizione dei bambini alle immagini violente trasmesse dai mass media. Nel suo libro del 1987 Families in Peril: An Agenda for Social Change Edelman scrive: "Come adulti, siamo responsabili per soddisfare le esigenze dei bambini. È il nostro obbligo morale. Abbiamo determinato le loro nascite e le loro vite e non possono badare a se stessi."

## Vita privata
Nel 1967 conobbe Peter Edelman, un assistente di Kennedy. Si sposarono il 14 luglio 1968. Edelman e suo marito, ora professore di diritto di Georgetown, hanno tre figli: Joshua, Jonah ed Esdra, quest'ultimo produttore e regista televisivo che ha vinto un Oscar per il suo documentario OJ: Made in America.

## Premi e riconoscimenti
- 1982: Candace Award, National Coalition of 100 Black Women[17]
- 1985: MacArthur Fellowship
- 1985: Barnard Medal of Distinction
- 1986: Dottore in giurisprudenza, Honoris causa presso il Bates College
- 1988: Premio Albert Schweitzer per l'umanitarismo
- 1991: Premio per il miglior servizio pubblico a beneficio degli svantaggiati, premio assegnato ogni anno dai Jefferson Awards.[18]
- 1992: Boy Scouts of America, Silver Buffalo Award
- 1993: National Women's Hall of Fame[19]
- 1995: Premio internazionale per la pace della Comunità di Cristo
- 1996: Heinz Award in the Human Condition[20]
- 2000: Medaglia presidenziale della libertà
- 2004: Il National History History Project l'ha nominata una delle loro donne History Honorate, "2004: Women Ispiring Hope and Possibility"[21]
- 2009: Honorary Doctor of Humane Letters (LHD) del Whittier College[22]
- 2017: ha conseguito il Dottorato onorario in lettere umanistiche presso la Ohio State University[23]

## Opere selezionate
- Marian Wright Edelman, Winson and Dovie Hudson's Dream, Cambridge, Harvard University, 1975, OCLC 49643782.
- Marian Wright Edelman, American Children and Families, Washington, D.C., Religious Action Center, 1981, OCLC 7968448.
- Marian Wright Edelman, Families in Peril: An Agenda for Social Change, Cambridge, Harvard University Press, 1987, ISBN 0-674-29228-6.
- Marian Wright Edelman, The Measure of Our Success, Boston, Beacon Press, 1992, ISBN 0-8070-3102-X.
- Marian Wright Edelman, Kids and Guns: A National Disgrace, Washington, D.C., Educational Fund To End Handgun Violence, 1993, OCLC 32644803.
- Marian Wright Edelman, Guide My Feet, Boston, Beacon Press, 1995, ISBN 0-8070-2308-6.
- Marian Wright Edelman e Adrienne Yorinks, Stand for Children, New York, Hyperion Books for Children, 1998, ISBN 0-7868-0365-7.
- Marian Wright Edelman, Lanterns: A Memoir of Mentors, Boston, Beacon Press, 1999, ISBN 0-8070-7214-1.
- Marian Wright Edelman, The State of America's Children, Boston, Beacon, 2000, OCLC 46480964.
- Marian Wright Edelman, I'm Your Child, God: Prayers for Children and Teenagers, New York, Hyperion, 2002, ISBN 0-7868-0597-8.
- Marian Wright Edelman, I Can Make a Difference: A Treasury to Inspire Our Children, New York, HarperCollins, 2005, ISBN 0-06-028051-4.
- Marian Wright Edelman, The Sea Is so Wide and My Boat Is so Small, New York, Hyperion, 2008, ISBN 978-1-4013-2333-2.